# 件只乡
件只乡，是中华人民共和国河北省邢台市广宗县下辖的一个乡镇级行政单位。

## 行政区划
件只乡下辖以下地区：
件只村、槐窝村、郭庄村、宋村、金塔寨村、西宋村、东张魏村、西张魏村、张尹村、荣尹村、冶村、赵湾头村、大刘湾头村、小刘湾头村、陈湾头村、王湾头村和安湾头村。
1. ↑  . 中国·国家地名信息库.
2. ↑  . 中华人民共和国国家统计局. 2023 （中文（中国大陆））.[]